# Sông Shimanto

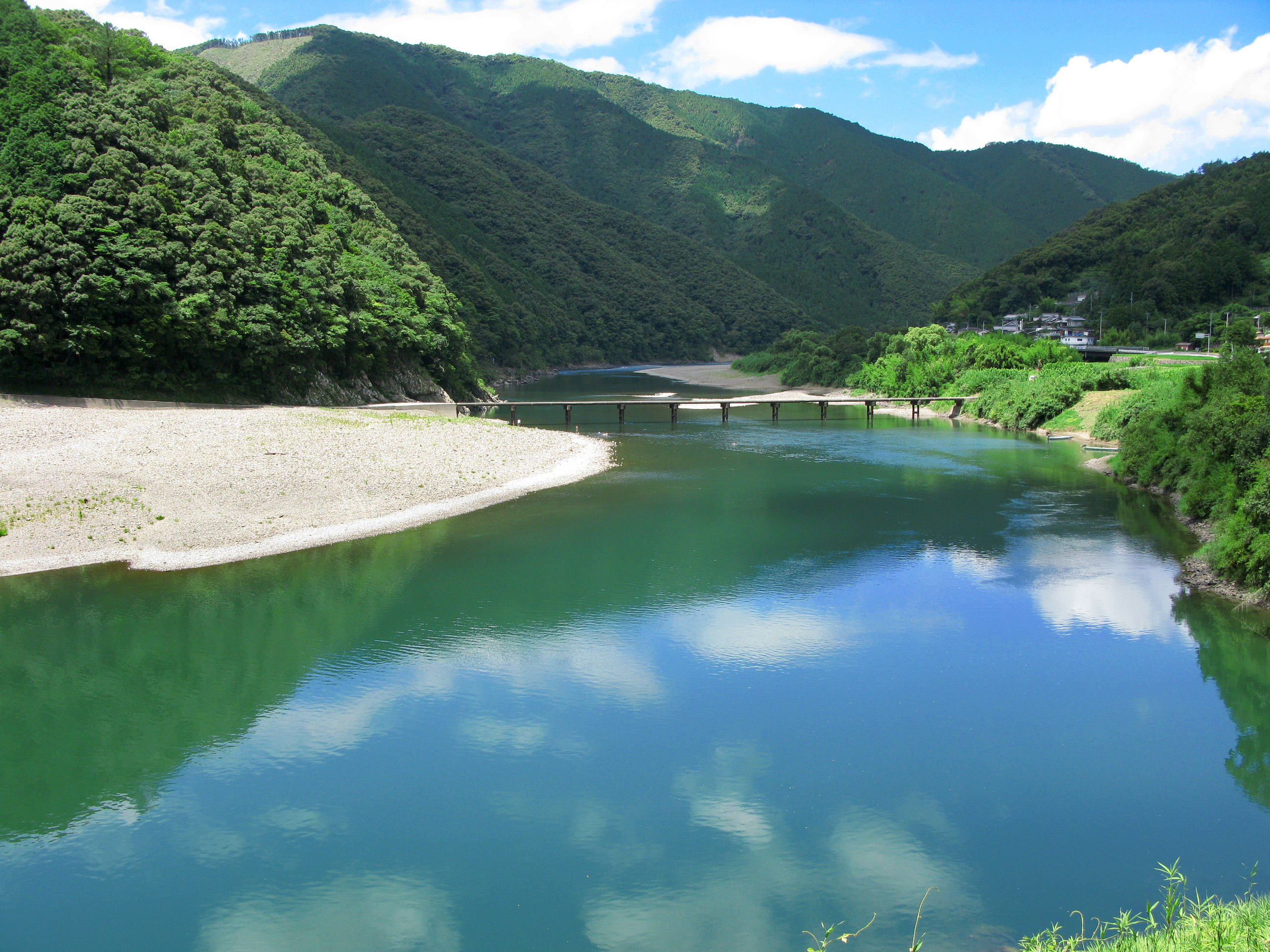
Sông Shimanto với cây cầu không lan can Iwama.

Sông Shimanto (kanji: 四万十川, rōmaji: Shimanto-gawa) là một dòng sông ở tỉnh Kōchi, vùng Shikoku, Nhật Bản. Sông dài 196 km, lưu vực rộng 2.270 km². Đây là sông dài nhất và sông có lưu vực rộng thứ hai ở Shikoku. Trên dòng chính không có đập lớn nào, nên dòng sông này được mệnh danh là "dòng sông trong cuối cùng ở Nhật Bản". Nó cùng với sông Kakita và sông Nagara là 3 dòng sông trong nhất Nhật Bản. Sông Shimanto cũng hay được đưa vào danh sách 100 sông hồ đẹp nhất Nhật Bản, hay danh sách 100 cảnh đẹp nhất Nhật Bản.
Trên dòng chính và các chi lưu của Shimanto có 47 cây cầu không lan can. Năm 1993, chính quyền tỉnh Kōchi quyết định xếp 47 cây cầu này là di sản văn hóa đời sống của tỉnh.
Sông Shimanto là nơi nuôi trồng thủy sản lớn ở Kōchi. Các đặc sản ở đây gồm loài tôm Macrobrachium, tôm Palaemon paucidens, cá chình Nhật Bản và một số loài cá khác.